# 伊帕切夫別墅

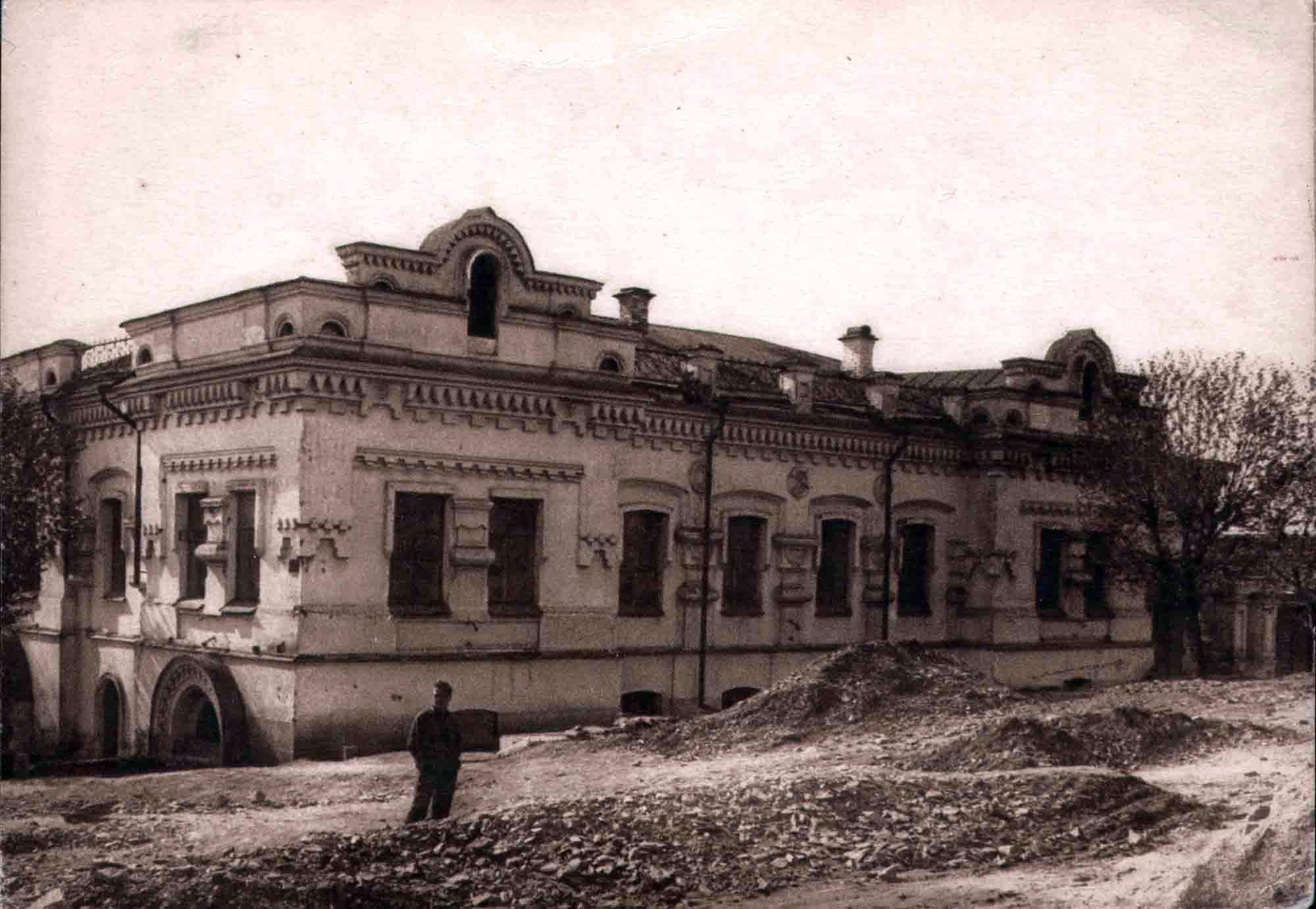
伊帕切夫別墅，攝於1928年

伊帕切夫別墅（羅馬化：Dom Ipatyeva），又譯伊帕季耶夫別墅，是叶卡捷琳堡（1924年改稱斯维尔德洛夫斯克，1991年改回此名）的一座商人住宅，俄國皇帝尼古拉二世及其家人和家庭成员在1918年在此地被谋杀。为了纪念俄国革命60周年，该建筑于1977年被當地政府根据中央政治局的命令拆除，此时距离罗曼诺夫家族惨案发生已过去了59年，苏联解体前14年。